# 마르시오 가르시아

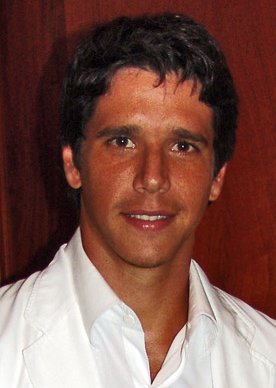

마르시오 가르시아(Márcio Garcia, 1970년 4월 17일 ~ )는 브라질의 배우, 영화배우, 텔레비전 배우이다.
리우데자네이루에서 태어났다.

## 영화
- 크레이지 투 메리 (2015년)
- 사랑해, 리우 (2014년)
- 오픈 로드 (2013년)
- 카르모 (2008년)
- 저니 투 더 엔드 오브 더 나잇 (2006년)
- 수사 아브라카다브라 (2003년)